# Metopa groenlandica
Metopa groenlandica är en kräftdjursart som först beskrevs av Hansen 1887.  Metopa groenlandica ingår i släktet Metopa och familjen Stenothoidae. Inga underarter finns listade i Catalogue of Life.